# ロシアの愛国者
ロシアの愛国者（ロシア語: Патриоты России）は、ロシアの政党。2005年4月にロシア連邦共産党内の権力闘争に敗れ、ゲンナジー・ジュガーノフ党首によってロシア連邦共産党を除名されたゲンナジー・セミギンによって結成された。国会レベルでは議席を持っていないが、2012年11月時点で地方議会に合計19議席を有している。
2006年ロシアの愛国者は、ロシア連邦議会下院国家会議でロージナ会派に参加した。しかし同年10月にセルゲイ・ミローノフ上院議長の主導でロージナとロシア生活党、ロシア年金党が合同し中道左派新党「公正ロシア」が結成されると同党には参加せず、2007年ロシア下院選挙に党として候補者を擁立することを宣言した。下院選挙では議席獲得に必要な7パーセント条項をはるかに下回る0.89パーセントを得たに過ぎなかった。なお、元下院議長のゲンナジー・セレズニョフ率いるロシア再生党とは政治ブロック「ロシア再生ブロック」を結成していた。2008年ロシア大統領選挙では、ドミートリー・メドヴェージェフを支持した。
2011年ロシア下院選挙でも、63万8735票(0,97%)と前回より票を伸ばしたが、議席の獲得にはならなかった。
2021年1月20日、公正ロシアに吸収され、党は消滅した。